# Liste des sites classés et inscrits de Tarn-et-Garonne
Cet article recense les sites classés et inscrits en Tarn-et-Garonne, en France.

## Liste

### Sites classés
La liste suivante recense les sites classés de Tarn-et-Garonne.
| Site                                            | Communes           | Date             | Superficie (ha) | Notes | Coordonnées                 | Photo |
| ----------------------------------------------- | ------------------ | ---------------- | --------------- | --- | --------------------------- | ----- |
| Promenade du Château                            | Auvillar           | 24 août 1932     | 0,26            | | 44° 04′ 15″ N, 0° 54′ 01″ E |       |
| Ormeau situé sur la place de l'Église           | Espinas            | 16 août 1932     | 0,01            | | 44° 11′ 46″ N, 1° 49′ 46″ E |       |
| Grotte de Saint-Géry                            | Loze               | 3 septembre 1932 | 0,89            | | 44° 17′ 37″ N, 1° 47′ 34″ E |       |
| Site archéologique de Cantayrac                 | Loze, Saint-Projet | 18 décembre 1972 | 237,92          | | 44° 18′ 01″ N, 1° 41′ 06″ E |       |
| Château de Cornusson, ses dépendances et abords | Parisot            | 3 mai 1944       | 10,69           | | 44° 13′ 57″ N, 1° 50′ 37″ E |       |
| Platanes de la Grande allée                     | Verdun-sur-Garonne | 23 mai 1943      | 1,74            | Ensemble de 63 platanes le long de la Grande allée, et 74 autres arbres le long de la route départementale 6. (63) de la Grande Allée et (74) qui bordent le C.g.c. n°6 | 43° 51′ 14″ N, 1° 14′ 19″ E |       |

### Sites inscrits

#### Sites actuels
La liste suivante recense les sites inscrits de Tarn-et-Garonne.
| Site                                                                               | Communes                                                                 | Date              | Superficie (ha) | Notes | Coordonnées                 | Photo |
| ---------------------------------------------------------------------------------- | ------------------------------------------------------------------------ | ----------------- | --------------- | --- | --------------------------- | ----- |
| Extension du site du village d'Auvillar et de ses abords                           | Auvillar                                                                 | 20 avril 1976     | 39,07           | | 44° 04′ 11″ N, 0° 53′ 58″ E |       |
| Lac de la Chêneraie et ses abords                                                  | Balignac, Lavit, Montgaillard                                            | 15 juillet 1964   | 134,08          | | 43° 56′ 47″ N, 0° 53′ 15″ E |       |
| Château et dépendances, moulin, île, centrale électrique, plan d'eau               | Bioule                                                                   | 25 octobre 1943   | 1,32            | | 44° 05′ 20″ N, 1° 32′ 21″ E |       |
| Église Saint-Maffre et cimetière attenant                                          | Bruniquel                                                                | 3 décembre 1942   | 0,42            | | 44° 03′ 05″ N, 1° 38′ 11″ E |       |
| Gorges de l'Aveyron et vallée de la Vère                                           | Bruniquel, Cazals, Féneyrols, Montricoux, Saint-Antonin-Noble-Val, Varen | 19 février 1985   | 9 421,51        | Le site s'étend sur le département du Tarn (Larroque, Penne, Montrosier). | 44° 04′ 53″ N, 1° 43′ 46″ E |       |
| Village de Bruniquel et ses abords                                                 | Bruniquel                                                                | 9 décembre 1942   | 24,14           | | 44° 03′ 19″ N, 1° 39′ 57″ E |       |
| Bassin du canal et ses abords                                                      | Castelsarrasin                                                           | 31 janvier 1945   | 4,87            | | 44° 02′ 22″ N, 1° 06′ 48″ E |       |
| Boulevards et promenade                                                            | Castelsarrasin                                                           | 31 janvier 1945   | 5,64            | La protection concerne les boulevards qui entourent le centre de Castelsarrasin (mais pas ce dernier) : boulevards Louis-Sicre, du 4-Septembre, du 14-Juillet, Marceau-Fauré et du 22-Septembre. | 44° 02′ 15″ N, 1° 06′ 31″ E |       |
| Grande Promenade                                                                   | Caussade                                                                 | 9 juillet 1943    | 0,45            | Partie centrale du boulevard Didier-Rey. | 44° 09′ 42″ N, 1° 32′ 20″ E |       |
| Bois de la Barthe                                                                  | Caylus                                                                   | 11 juillet 1942   | 12,85           | | 44° 13′ 58″ N, 1° 46′ 14″ E |       |
| Cascade de Saint-Pierre-Livron et ses abords                                       | Caylus                                                                   | 26 octobre 1942   | 0,77            | | 44° 15′ 02″ N, 1° 46′ 34″ E |       |
| Château et garenne de Mondésir                                                     | Caylus                                                                   | 2 juillet 1942    | 4,16            | | 44° 15′ 16″ N, 1° 46′ 35″ E |       |
| Église de Saint-Amans-le-Vieux, son cimetière et ses abords                        | Caylus                                                                   | 23 octobre 1942   | 5,37            | | 44° 13′ 16″ N, 1° 46′ 20″ E |       |
| Grande place avec les halles, façades et toitures des immeubles                    | Caylus                                                                   | 30 décembre 1943  | 0,43            | | 44° 14′ 10″ N, 1° 46′ 10″ E |       |
| Grande rue avec façades et toitures des immeubles qui la bordent                   | Caylus                                                                   | 3 janvier 1944    | 0,45            | | 44° 14′ 10″ N, 1° 46′ 15″ E |       |
| Rocher tremblant                                                                   | Caylus                                                                   | 9 juillet 1942    | 0,01            | | 44° 12′ 24″ N, 1° 46′ 21″ E |       |
| Site de Notre-Dame de Livron et son environnement                                  | Caylus                                                                   | 11 juillet 1942   | 4,78            | | 44° 15′ 04″ N, 1° 46′ 02″ E |       |
| Vallon de Saint-Symphorien                                                         | Caylus, Lavaurette, Puylaroque, Saint-Georges                            | 24 mars 1997      | 884,34          | | 44° 13′ 42″ N, 1° 40′ 44″ E |       |
| Moulin de Touryès, grotte et leurs abords                                          | Cazals                                                                   | 21 février 1944   | 33,48           | | 44° 07′ 33″ N, 1° 42′ 17″ E |       |
| Quartier ancien                                                                    | Dunes                                                                    | 10 janvier 1972   | 6,92            | | 44° 05′ 14″ N, 0° 46′ 16″ E |       |
| Village de Faudoas                                                                 | Faudoas                                                                  | 25 mars 1977      | 0,54            | | 43° 49′ 26″ N, 0° 57′ 27″ E |       |
| Parc des Sources, plan d'eau et berges de l'Aveyron                                | Féneyrols                                                                | 23 juin 1944      | 2               | | 44° 07′ 51″ N, 1° 49′ 00″ E |       |
| Abbaye de Beaulieu-en-Rouergue et ses abords                                       | Ginals                                                                   | 31 janvier 1945   | 121,11          | | 44° 12′ 51″ N, 1° 51′ 19″ E |       |
| Village de Gramont                                                                 | Gramont                                                                  | 14 mai 1970       | 101,56          | | 43° 56′ 02″ N, 0° 46′ 11″ E |       |
| Abords de la chapelle Notre-Dame-de-Grâce                                          | Lacapelle-Livron                                                         | 22 octobre 1942   | 25,64           | | 44° 15′ 44″ N, 1° 46′ 52″ E |       |
| Île située au confluent de l'Aveyron et du Viaur                                   | Laguépie                                                                 | 26 janvier 1945   | 0,66            | | 44° 08′ 41″ N, 1° 58′ 04″ E |       |
| Village de Lauzerte                                                                | Lauzerte                                                                 | 16 octobre 1969   | 17,21           | | 44° 15′ 20″ N, 1° 08′ 15″ E |       |
| Village de Maubec                                                                  | Maubec                                                                   | 28 avril 1972     | 1,43            | | 43° 48′ 33″ N, 0° 54′ 59″ E |       |
| Église Notre-Dame-des Misères, tumulus et leurs abords                             | Mirabel                                                                  | 7 août 1944       | 15,92           | | 44° 08′ 15″ N, 1° 26′ 04″ E |       |
| Bassin du Tarn                                                                     | Moissac                                                                  | 18 avril 1944     | 63,9            | Partie de la rivière entre le pont Napoléon et le pont-canal du Cacor. | 44° 05′ 50″ N, 1° 05′ 24″ E |       |
| Château de Sainte-Livrade                                                          | Moissac                                                                  | 3 octobre 1944    | 17,3            | | 44° 06′ 53″ N, 1° 09′ 24″ E |       |
| Château d'Espanel et ses abords                                                    | Molières                                                                 | 13 novembre 1942  | 9,38            | | 44° 12′ 11″ N, 1° 23′ 38″ E |       |
| Église d'Espanel, place et propriétés                                              | Molières                                                                 | 23 novembre 1942  | 18,61           | | 44° 12′ 09″ N, 1° 24′ 17″ E |       |
| Ensemble urbain de Montauban                                                       | Montauban                                                                | 28 mars 1977      | 107,89          | Extension d'un site déjà inscrit le 1er juin 1943. | 44° 00′ 58″ N, 1° 20′ 56″ E |       |
| Ensemble formé par la partie ancienne du village de Montech                        | Montech                                                                  | 28 mars 1977      | 5,48            | | 43° 57′ 26″ N, 1° 13′ 47″ E |       |
| Village de Montjoi                                                                 | Montjoi                                                                  | 9 décembre 1942   | 1,23            | | 44° 11′ 51″ N, 0° 55′ 15″ E |       |
| Village de Montricoux                                                              | Montricoux                                                               | 24 octobre 1969   | 11,06           | | 44° 04′ 33″ N, 1° 37′ 08″ E |       |
| Église et ses abords                                                               | Parisot                                                                  | 26 avril 1946     | 0,46            | | 44° 15′ 51″ N, 1° 51′ 26″ E |       |
| Château Louis-XIII et ses dépendances                                              | Piquecos                                                                 | 5 février 1943    | 16,19           | | 44° 06′ 11″ N, 1° 18′ 55″ E |       |
| Tumulus et ses abords                                                              | Piquecos                                                                 | 7 août 1944       | 0,98            | | 44° 05′ 48″ N, 1° 19′ 33″ E |       |
| Chapelle Notre-Dame de Lugan                                                       | Puylagarde                                                               | 30 septembre 1942 | 1,78            | | 44° 18′ 21″ N, 1° 50′ 35″ E |       |
| Moulin à vent et ses abords                                                        | Puylaroque                                                               | 23 octobre 1942   | 7,32            | | 44° 15′ 30″ N, 1° 37′ 43″ E |       |
| Site des remparts                                                                  | Puylaroque                                                               | 22 octobre 1942   | 3,39            | | 44° 14′ 59″ N, 1° 36′ 37″ E |       |
| Allée de la Gare                                                                   | Saint-Antonin-Noble-Val                                                  | 9 juillet 1943    | 0,35            | L'inscription concerne le sol et les 49 platanes. | 44° 09′ 00″ N, 1° 45′ 06″ E |       |
| Ancien hôtel de ville                                                              | Saint-Antonin-Noble-Val                                                  | 11 juillet 1942   | 0,03            | | 44° 09′ 06″ N, 1° 45′ 24″ E |       |
| Ancien monastère                                                                   | Saint-Antonin-Noble-Val                                                  | 11 juillet 1942   | 0,31            | Regroupe l'église Saint-Antonin et l'hôtel de ville. | 44° 09′ 04″ N, 1° 45′ 21″ E |       |
| Ancienne ville                                                                     | Saint-Antonin-Noble-Val                                                  | 8 décembre 1969   | 20,12           | | 44° 09′ 04″ N, 1° 45′ 19″ E |       |
| Gouffre de la Gourgue et ses abords                                                | Saint-Antonin-Noble-Val                                                  | 10 mars 1944      | 13,08           | | 44° 11′ 17″ N, 1° 44′ 23″ E |       |
| Partie de la route des Fours-à-Chaux                                               | Saint-Antonin-Noble-Val                                                  | 9 juillet 1943    | 0,92            | L'inscription concerne le sol et les 200 platanes | 44° 09′ 03″ N, 1° 44′ 31″ E |       |
| Promenade des Moines et jardins de l'école Notre-Dame                              | Saint-Antonin-Noble-Val                                                  | 22 octobre 1942   | 1,24            | | 44° 09′ 03″ N, 1° 45′ 13″ E |       |
| Roc d'Anglars et abords                                                            | Saint-Antonin-Noble-Val                                                  | 4 mars 1943       | 392,89          | | 44° 08′ 28″ N, 1° 45′ 40″ E |       |
| Rue Guilhem-Peyre                                                                  | Saint-Antonin-Noble-Val                                                  | 11 juillet 1942   | 0,16            | | 44° 09′ 06″ N, 1° 45′ 22″ E |       |
| Site des anciennes tanneries                                                       | Saint-Antonin-Noble-Val                                                  | 7 décembre 1942   | 0,03            | | 44° 09′ 06″ N, 1° 45′ 14″ E |       |
| Commune de Saint-Michel                                                            | Saint-Michel                                                             | 15 janvier 1992   | 215,78          | | 44° 02′ 07″ N, 0° 57′ 13″ E |       |
| Château et ses abords                                                              | Saint-Projet                                                             | 9 juillet 1942    | 0,67            | | 44° 18′ 20″ N, 1° 47′ 39″ E |       |
| Fontaine de Saint-Alby                                                             | Saint-Projet                                                             | 16 juillet 1942   | 0,03            | | 44° 17′ 50″ N, 1° 40′ 32″ E |       |
| Église d'Arnac et ses abords                                                       | Varen                                                                    | 13 septembre 1943 | 0,08            | | 44° 09′ 05″ N, 1° 51′ 37″ E |       |
| Maisons sur les rives de la Garonne, plan d'eau, quartier des Allies et du Foirail | Verdun-sur-Garonne                                                       | 24 juillet 1946   | 38,45           | | 43° 51′ 11″ N, 1° 14′ 18″ E |       |
| Église, son clocher et ses abords                                                  | Villemade                                                                | 31 décembre 1942  | 0,57            | | 44° 04′ 33″ N, 1° 17′ 12″ E |       |

#### Anciens sites
Six sites, précédemment inscrits, ont été radiés en 2022 :
- Requalifiés en sites patrimoniaux remarquables :
  - Montpezat-de-Quercy :	
    - Église de Saux, cimetière et leurs abords (site inscrit le 10 décembre 1942)
    - Village (24 octobre 1969)

- Requalifiés en monument historique :
  - Caylus : vieille tour et boqueteau qui l'entoure (11 juillet 1942)
  - Réalville : place nationale, galeries couvertes (31 décembre 1942)

- État de dégradation irréversible : 
  - Puylaroque :
    - Croix des Ladres et ses abords (30 septembre 1942)
    - Source du Candé et ses abords (22 octobre 1942)